# Elrathia
Elrathia – rodzaj stawonogów z wymarłej gromady trylobitów, z rzędu Ptychopariida. Żył w okresie kambruu.